# Kresy (Pierzchnia)
Kresy – część wsi Pierzchnia w Polsce położona w województwie mazowieckim, w powiecie białobrzeskim, w gminie Stara Błotnica.
W latach 1975–1998 Kresy  administracyjnie należały do województwa radomskiego.
Wierni Kościoła rzymskokatolickiego należą do parafii Zwiastowania Najświętszej Maryi Panny w Jasionnej.